# ブラックホール (競走馬)
ブラックホール（欧字名:Black Hole、2017年2月16日 - ）は、日本の競走馬。主な勝ち鞍に2019年の札幌2歳ステークス。
ゴールドシップの初年度産駒の1頭である。

## 戦績

### デビュー前
2017年2月16日、北海道浦河町の杵臼牧場で誕生。

### 2歳（2019年）
美浦トレーニングセンターの相沢郁厩舎に入厩。7月20日に函館競馬場芝1800メートルの新馬戦でデビューし、中団から追い込んで後の重賞馬オーソリティとクビ差の2着。2戦目の未勝利戦で単勝1.9倍の人気に応えて初勝利を挙げた。
札幌2歳ステークスでは4コーナーから一気に進出を開始し、直線では最後方から追い込んできたこちらもゴールドシップ産駒の2着サトノゴールドに1馬身4分の1差をつけて重賞初制覇とし、新種牡馬の父ゴールドシップに初の重賞タイトルをもたらした。生産者の杵臼牧場はテイエムオペラオー以来18年ぶりとなる久々のJRA重賞制覇となった。その後、12月28日のホープフルステークスでは道中好位追走も直線で伸びを欠き9着に敗れ、2歳シーズンを終える。

### 3歳（2020年）
新型コロナウイルス感染症 (COVID-19) の影響で3歳時の出走レースは全て無観客もしくは観客数を限定しての開催。弥生賞ディープインパクト記念は4着（4番人気）、牡馬三冠レースは全て出走し、皐月賞は9着（12番人気）で東京優駿（日本ダービー）は7着 （17番人気）、札幌記念9着（4番人気）を挟んでコントレイルの三冠阻止に挑んだ京都競馬場3000メートルの菊花賞は5着（14番人気）と全て馬券圏外ではあったものの、三冠レースいずれも人気より上の着順であった。

### 4歳（2021年）
1月5日の万葉ステークスから始動したが8着と惨敗。その後、3月17日に左浅趾屈腱脱位の故障が判明したため競走能力喪失、翌々日に引退して千葉県香取市のノースショア（沼田ファーム内）で乗馬となる予定と発表された。

### 引退後
引退後は乗馬になることが発表されたものの、1年ほど消息不明の状態が続いた。しかし2022年7月に突如としてTwitterアカウントが開設され、相馬野馬追に参加するとツイートした。その後、実際に同月23・24日に開催された相馬野馬追に参加し、元気な姿を披露した。アカウント管理者によると、現在は福島県で繋養されているという。

## 競走成績
以下の内容は、netkeiba.comおよびJBISサーチに基づく。
| 競走日     | 競馬場 | 競走名             | 格   | 馬場・距離 （馬場状態） | 頭数 | 枠番 | 馬番 | オッズ （人気） | 着順 | タイム （上がり3F） | 着差 | 騎手       | 斤量 [kg] | 1着馬（2着馬）       | 馬体重 [kg] |
| ---------- | ------ | ------------------ | ---- | ----------------------- | ---- | ---- | ---- | --------------- | ---- | ------------------- | ---- | ---------- | --------- | -------------------- | ----------- |
| 2019.07.07 | 函館   | 2歳新馬            |      | 芝1800m（良）           | 10   | 8    | 10   | 14.7（4人）     | 2着  | 1:54.9（35.2）      | 0.0  | 石川裕紀人 | 54        | オーソリティ         | 418         |
| 0000.07.20 | 函館   | 2歳未勝利          |      | 芝1800m（良）           | 8    | 7    | 7    | 001.9（1人）    | 1着  | 1:51.3（35.7）      | -0.2 | 石川裕紀人 | 54        | （ウインドジャマー） | 422         |
| 0000.08.31 | 札幌   | 札幌2歳S           | GIII | 芝1800m（稍）           | 12   | 5    | 6    | 29.4（5人）     | 1着  | 1:50.4（36.5）      | -0.2 | 石川裕紀人 | 54        | （サトノゴールド）   | 418         |
| 0000.12.28 | 中山   | ホープフルS        | GI   | 芝2000m（良）           | 13   | 1    | 1    | 16.0（5人）     | 9着  | 2:03.3（37.5）      | 1.9  | 石川裕紀人 | 55        | コントレイル         | 428         |
| 2020.03.08 | 中山   | 弥生賞ディープ記念 | GII  | 芝2000m（重）           | 11   | 5    | 5    | 14.2（4人）     | 4着  | 2:03.3（36.2）      | 0.4  | 石川裕紀人 | 56        | サトノフラッグ       | 430         |
| 0000.04.19 | 中山   | 皐月賞             | GI   | 芝2000m（稍）           | 18   | 5    | 9    | 99.5（12人）    | 9着  | 2:02.1（35.7）      | 1.4  | 石川裕紀人 | 57        | コントレイル         | 432         |
| 0000.05.31 | 東京   | 東京優駿           | GI   | 芝2400m（良）           | 18   | 4    | 7    | 104.2（17人）   | 7着  | 2:25.0（34.1）      | 0.9  | 石川裕紀人 | 57        | コントレイル         | 424         |
| 0000.08.23 | 札幌   | 札幌記念           | GII  | 芝2000m（良）           | 12   | 6    | 7    | 13.0（4人）     | 9着  | 2:00.4（35.5）      | 1.0  | 石川裕紀人 | 54        | ノームコア           | 444         |
| 0000.10.25 | 京都   | 菊花賞             | GI   | 芝3000m（良）           | 18   | 7    | 15   | 116.8（14人）   | 5着  | 3:06.2（35.4）      | 0.7  | 藤岡佑介   | 57        | コントレイル         | 436         |
| 2021.01.05 | 中京   | 万葉S              | OP   | 芝3000m（良）           | 14   | 7    | 12   | 3.0（1人）      | 8着  | 3:05.3（36.9）      | 1.4  | 藤岡佑介   | 55        | ナムラドノヴァン     | 438         |

- Sはステークスの略。

## 血統表
| ブラックホールの血統            | ブラックホールの血統                                              | ブラックホールの血統                                              | （血統表の出典）                                                  | （血統表の出典）    |
| 父系                            | サンデーサイレンス系（ヘイロー系）                                | サンデーサイレンス系（ヘイロー系）                                | サンデーサイレンス系（ヘイロー系）                                | [ § 2 ]             |
| 父 ゴールドシップ 2009 芦毛     | 父の父ステイゴールド 1994 黒鹿毛                                  | *サンデーサイレンス                                               | Halo                                                              | Halo                |
| 父 ゴールドシップ 2009 芦毛     | 父の父ステイゴールド 1994 黒鹿毛                                  | *サンデーサイレンス                                               | Wishing Well                                                      |                     |
| 父 ゴールドシップ 2009 芦毛     | 父の父ステイゴールド 1994 黒鹿毛                                  | ゴールデンサッシュ                                                | *ディクタス                                                       | *ディクタス         |
| 父 ゴールドシップ 2009 芦毛     | 父の父ステイゴールド 1994 黒鹿毛                                  | ゴールデンサッシュ                                                | ダイナサッシュ                                                    |                     |
| 父 ゴールドシップ 2009 芦毛     | 父の母ポイントフラッグ 1998 芦毛                                  | メジロマックイーン                                                | メジロティターン                                                  | メジロティターン    |
| 父 ゴールドシップ 2009 芦毛     | 父の母ポイントフラッグ 1998 芦毛                                  | メジロマックイーン                                                | メジロオーロラ                                                    |                     |
| 父 ゴールドシップ 2009 芦毛     | 父の母ポイントフラッグ 1998 芦毛                                  | パストラリズム                                                    | *プルラリズム                                                     | *プルラリズム       |
| 父 ゴールドシップ 2009 芦毛     | 父の母ポイントフラッグ 1998 芦毛                                  | パストラリズム                                                    | トクノエイティー                                                  |                     |
| 母 ヴィーヴァブーケ 2006 青鹿毛 | 母の父キングカメハメハ 2001 鹿毛                                  | Kingmambo                                                         | Mr. Prospector                                                    | Mr. Prospector      |
| 母 ヴィーヴァブーケ 2006 青鹿毛 | 母の父キングカメハメハ 2001 鹿毛                                  | Kingmambo                                                         | Miesque                                                           |                     |
| 母 ヴィーヴァブーケ 2006 青鹿毛 | 母の父キングカメハメハ 2001 鹿毛                                  | *マンファス                                                       | *ラストタイクーン                                                 | *ラストタイクーン   |
| 母 ヴィーヴァブーケ 2006 青鹿毛 | 母の父キングカメハメハ 2001 鹿毛                                  | *マンファス                                                       | Pilot Bird                                                        |                     |
| 母 ヴィーヴァブーケ 2006 青鹿毛 | 母の母ブルーリッジリバー 1999 黒鹿毛                              | フジキセキ                                                        | *サンデーサイレンス                                               | *サンデーサイレンス |
| 母 ヴィーヴァブーケ 2006 青鹿毛 | 母の母ブルーリッジリバー 1999 黒鹿毛                              | フジキセキ                                                        | *ミルレーサー                                                     |                     |
| 母 ヴィーヴァブーケ 2006 青鹿毛 | 母の母ブルーリッジリバー 1999 黒鹿毛                              | スカーレットブルー                                                | *ノーザンテースト                                                 | *ノーザンテースト   |
| 母 ヴィーヴァブーケ 2006 青鹿毛 | 母の母ブルーリッジリバー 1999 黒鹿毛                              | スカーレットブルー                                                | *スカーレットインク                                               |                     |
| 母系(F-No.)                     | スカーレツトインク(USA)系(FN:4-d)                                 | スカーレツトインク(USA)系(FN:4-d)                                 | スカーレツトインク(USA)系(FN:4-d)                                 | [ § 3 ]             |
| 5代内の近親交配                 | サンデーサイレンス S3×M4 = 18.75%、ノーザンテースト M4×S5 = 9.38% | サンデーサイレンス S3×M4 = 18.75%、ノーザンテースト M4×S5 = 9.38% | サンデーサイレンス S3×M4 = 18.75%、ノーザンテースト M4×S5 = 9.38% | [ § 4 ]             |
| 出典                            | 1. 2. 3. 4.                                                       | 1. 2. 3. 4.                                                       | 1. 2. 3. 4.                                                       | 1. 2. 3. 4.         |

- 母ヴィーヴァブーケは中央で1勝、2代母ブルーリッジリバーは2002年の桜花賞2着馬[16]。
- 半妹に2022年のフェアリーステークス勝ち馬ライラック（父オルフェーヴル）がいる。